# Kupferzell
Kupferzell ist eine Gemeinde im fränkisch geprägten Nordosten Baden-Württembergs. Sie gehört seit 1973 zum neugegründeten Hohenlohekreis und zur Region Heilbronn-Franken (bis 20. Mai 2003 Region Franken).

## Geographie

### Geographische Lage
Die Gemeinde hat Anteil an den Naturräumen Schwäbisch-Fränkische Waldberge, Kocher-Jagst-Ebenen und Hohenloher-Haller Ebene. Der Hauptort Kupferzell liegt an der Kupfer, einem Nebenfluss des Kocher.

### Nachbargemeinden
Nachbargemeinden sind die Städte Künzelsau, Neuenstein und Waldenburg (alle Hohenlohekreis) sowie die Gemeinden Braunsbach und Untermünkheim (beide Landkreis Schwäbisch Hall).
Zusammen mit Neuenstein und Waldenburg bildet Kupferzell den Gemeindeverwaltungsverband Hohenloher Ebene, welcher insbesondere für die Aufstellung und Fortschreibung von Flächennutzungsplänen zuständig ist.

### Gemeindegliederung
Kupferzell gliedert sich nach dem Zusammenschluss von sechs ehemaligen Gemeinden im Jahre 1972 im Zuge der Gemeindereform in die Ortschaften Kupferzell, Eschental, Feßbach, Goggenbach, Mangoldsall und Westernach mit insgesamt 21 Ortsteilen.
Die offizielle Benennung der Ortsteile erfolgt durch den vorangestellten Gemeindenamen und mit Bindestrich verbunden nachgestellt die Namen der Ortsteile.
Ehemalige Gemeinden mit ihren früheren Ortsteilen
| Wappen Kupferzell       | - Kupferzell mit dem Dorf Kupferzell, den Weilern Rechbach, Ulrichsberg und dem Gehöft Schafhof sowie den abgegangenen Ortschaften Endtberg, Hörzelberg, Mayen, Rieden und Wildenhofen.             | historisches Getreidelagerhaus aus Kupferzell im Freilandmuseum Wackershofen (2019) |  |
| Wappen Eschental        | - Eschental mit dem Dorf Eschental und dem Weiler Einweiler sowie die abgegangene Burg Günzburg. | Feuerwehrübung Eschental (2017)                                                     |  |
| Wappen Fessbach         | - Feßbach mit dem Dorf Feßbach und den Weilern Kubach, Künsbach und Rüblingen sowie den abgegangenen Ortschaften Bullingsweiler, Hefenhofen und Tiefenbronn.                                        |                                                                                     |  |
| Wappen Goggenbach       | - Goggenbach ohne weitere Ortsteile. | Sommerhof in Goggenbach (2016)                                                      |  |
| DEU Mangoldsall COA.svg | - Mangoldsall mit dem Dorf Mangoldsall und dem Weiler Füßbach sowie den abgegangenen Ortschaften Frowichsall und Kapfenhardt.                                                                       |                                                                                     |  |
| Wappen Westernach       | - Westernach mit dem Dorf Westernach, den Weilern Bauersbach, Beltersrot, Belzhag, Hesselbronn, Löcherholz, Neu-Kupfer und Stegmühle sowie den abgegangenen Ortschaften Hof, Höflein und Hurelbach. |                                                                                     |  |

### Flächenaufteilung
Nach Daten des Statistischen Landesamtes, Stand 2022

## Geschichte

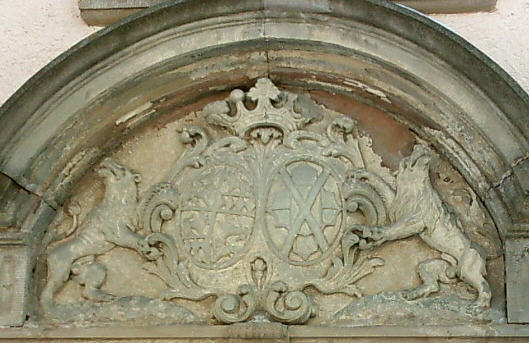
Schillingsfürster Wappen über einer der Kupferzeller Schlosstüren

### Mittelalter
Der Name Kupferzell geht auf einen Mönch mit Namen Dietrich zurück, der im Ohrnwald an der Kupfer eine Einsiedlerzelle aufschlug, um sich zurückzuziehen. Daraus leitet sich der Name Celle ab, der um die geografische Bezeichnung „uf dem Ornwald“ und bis ins 15. Jahrhundert nach der Lage an der Kupfer erweitert wurde. Die erste urkundliche Erwähnung von Kupferzell als Celle datiert auf das Jahr 1236.
Ab 1323 war Kupferzell in hohenlohischem Besitz. Besitz hatten zudem das Kloster Gnadental und das Chorherrenstift Öhringen, außerdem war der Ort oft verpfändet.

### Frühe Neuzeit
Bei der Teilung des hohenlohischen Besitzes 1553 kam Kupferzell an Hohenlohe-Waldenburg, wo der Ort zum Amtssitz wurde. Im späten 17. Jahrhundert kam der Ort an Hohenlohe-Waldenburg-Schillingsfürst.
Der Bau des Residenzschlosses 1721 machte Kupferzell zur Hauptstadt des Schillingsfürster Territoriums. Zudem lag die Ortschaft im Fränkischen Reichskreis.

### Württembergische Zeit
Als Folge des Reichsdeputationshauptschlusses kam der Ort – wie fast alle hohenlohischen Lande – 1806 an das Königreich Württemberg und gehörte nach einer kurzen Phase beim Oberamt Neuenstein fortan zum Oberamt Öhringen.
1892 kam mit der Kochertalbahn der Anschluss an das Netz der Württembergischen Eisenbahn.
Bei der Kreisreform während der NS-Zeit in Württemberg gelangte Kupferzell 1938 zum Landkreis Öhringen.

### Nachkriegszeit und Gebietsreformen
1945 wurde der Ort Teil der Amerikanischen Besatzungszone und gehörte somit zum neu gegründeten Land Württemberg-Baden, das 1952 im jetzigen Bundesland Baden-Württemberg aufging.
Am 1. Januar 1972 vereinigte sich Kupferzell mit Eschental, Feßbach, Goggenbach, Mangoldsall und Westernach zur neuen Gemeinde Kupferzell.
1973 erfolgte die Kreisreform in Baden-Württemberg, bei der Kupferzell zum Hohenlohekreis gelangte.

## Religionen

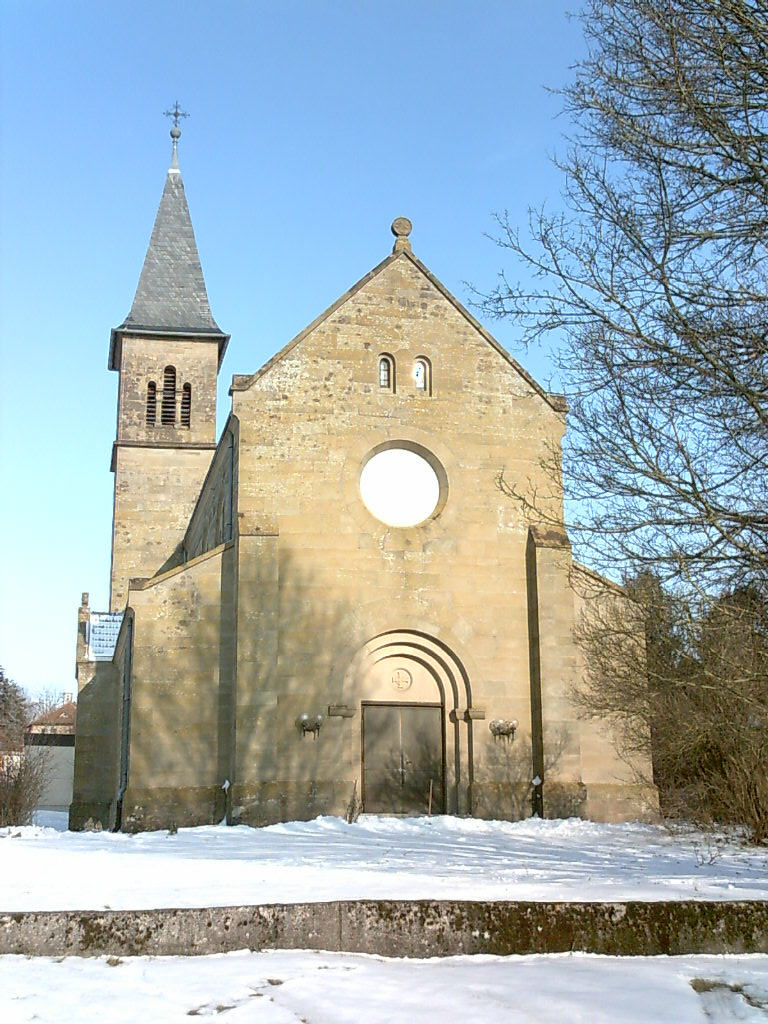
Katholische Kirche St. Michael in Kupferzell

Eine Pfarrkirche ist im Ort seit 1236 nachweisbar.

### Evangelische Kirche
In der Reformation wurde Kupferzell durch die Grafen von Hohenlohe gemäß dem Prinzip „Cuius regio, eius religio“ evangelisch. Die Kirchengemeinde Kupferzell gehört zum Kirchenbezirk Öhringen der Evangelischen Landeskirche. Die in Teilen noch romanische Kirche wurde um das Jahr 1800 erneuert und 1900 erweitert.
Die evangelische Kirche in Westernach gehört nicht zur Pfarrei von Kupferzell, sondern zur Pfarrkirche von Waldenburg.

### Katholische Kirche
Da die katholischen Grafen zu Hohenlohe-Waldenburg-Schillingsfürst den Ort Kupferzell im 18. Jahrhundert zu ihrer Residenz machten, wurde 1719 die römisch-katholische Konfession von den Grafen dieser Linie wieder zugelassen und gefördert. Die katholischen Gottesdienste fanden seit 1729 in der Schlosskapelle statt. 1902 wurde die katholische St.-Michaels-Kirche im neuromanischen Stil errichtet. Das zuständige katholische Dekanat ist das Dekanat Hohenlohe.

## Politik

### Bürgermeister
Bei der Bürgermeisterwahl am 5. Mai 2019 erreichte Christoph Spieles im ersten Wahlgang eine Mehrheit von 53,2 % der abgegebenen gültigen Stimmen. Er trat sein Amt am 1. August 2019 an, die Amtszeit beträgt acht Jahre.

#### Kupferzeller Schultheißen/Bürgermeister
- 1784–1799 Leonhard Schwarz
  - 1793–1794 Michael Hubmann (neben Leonhard Schwarz)
  - 1794–1795 Michael Wirth (neben Leonhard Schwarz)
- 1801–1803 Georg Michael Hammel
  - 1801–1802 Gottfried Haag (neben Georg Michael Hammel)
  - 1802–1803 J. Michael Müller (neben Georg Michael Hammel)
- 1803–1807 Johann Mathias Bauermann
  - 1803–1804 Martin Köpler (neben Johann Mathias Bauermann)
  - 1804–1806 Philipp Wolfert (neben Johann Mathias Bauermann)
  - 1806–1807 Georg Würth (neben Johann Mathias Bauermann)
- 1807–1814 Johann Andreas Stutz
- 1823–1826 Michael Schwarz
- 1826–1834 Georg Adam Reinhardt
- 1834–1848 Heinrich Jakob Gottlieb Bürger
- 1848–1853 Johann Michael Hammel
- 1853–1856 Gottfried Wenz
- 1857–1882 Ludwig Heinrich Raisig
- 1882–1887 Johann Jakob Schäufele
- 1887–1924 Wilhelm Dutt
- 1924–1934 Fritz Egner
- 1934–1941 Georg Rudolf Mößner
- 1942–1945 Ernst Ayen
  - 1942–1945 Arthur Zeilein (Bürgermeister in Neuenstein, übernahm dringendste Amtsgeschäfte aufgrund der Einberufung von Ernst Ayen)
  - 1945–1946 Philipp Dürr (kommissarischer Bürgermeister; nach der amerikanischen Besetzung eingesetzt)
  - 1946–1948 August Schädel
- 1948–1971 Ernst Ayen
- 1972–1979 Günter Petereit (vor der Gemeindereform Bürgermeister in Westernach)
  - 1979 Egbert Maier (Amtsverweser)
- 1979–2003 Joachim Herbert Freiherr von Wangenheim
- 2003–2019 Joachim Schaaf
- seit 2019 Christoph Spieles

### Gemeinderat
Der Gemeinderat wurde bei der Kommunalwahl 2019 zum letzten Mal nach dem Verfahren der unechten Teilortswahl gewählt. Dabei konnte sich die Zahl der Gemeinderäte durch Überhangmandate verändern. Dieses Verfahren wurde zur Kommunalwahl 2024 abgeschafft. Der Gemeinderat hat seither (ab 2024) gemäß Hauptsatzung 18 Sitze. Er besteht aus den gewählten ehrenamtlichen Gemeinderätinnen und Gemeinderäten sowie dem Bürgermeister als Vorsitzendem. Der Bürgermeister ist im Gemeinderat stimmberechtigt. Somit besteht der Gemeinderat aus 19 stimmberechtigten Mitgliedern. 
In den eingemeindeten Gemeinden sind Ortschaften im Sinne der baden-württembergischen Gemeindeordnung mit eigenem Ortschaftsrat und einem Ortsvorsteher als dessen Vorsitzendem eingerichtet. Für die Wahl der Ortschaftsräte wurde teilweise die unechte Teilortswahl entsprechend angewendet und die Ortschaften in Wohnbezirke unterteilt. Dieses Verfahren wurde ebenfalls bei den Wahlen 2024 nicht mehr angewandt.
Die Kommunalwahl am 9. Juni 2024 führte zu folgendem Endergebnis. Die Wahlbeteiligung betrug 61,75 %.
| Partei / Liste                        | Stimmenanteil | Sitze | Ergebnis 2019     |
| Freie Wählervereinigung (FWV)         | 54,85 %       | 10    | 49,36 %, 12 Sitze |
| Unabhängige Wählergemeinschaft (UWG)0 | 27,34 %       | 5     | 33,24 %, 08 Sitze |
| Sozialdemokratische Partei (SPD)      | 17,81 %       | 3     | 17,40 %, 04 Sitze |

### Wappen und Flagge
| Wappen von Kupferzell | Blasonierung: „Unter silbernem Schildhaupt, darin ein schreitender, rot bezungter, hersehender schwarzer Löwe (Leopard), in Schwarz eine rot bedachte silberne Kirche mit Dachreiter“ |
| Wappen von Kupferzell | Wappenbegründung: Die neue Gemeinde Kupferzell führt weiterhin das 1957 entstandene alte Kupferzeller Wappen. Der Leopard entstammt dem Hohenloher Wappen und repräsentiert die allen Teilen Kupferzells gemeinsame Angehörigkeit zu Hohenlohe, die Kirche (Zelle) bezieht sich auf den Gemeindenamen. Wappen und Flagge wurden der Gemeinde am 27. Februar 1976 vom Landratsamt des Hohenlohekreises verliehen. Die Flagge der Gemeinde ist Rot-Weiß |

## Wirtschaft und Infrastruktur

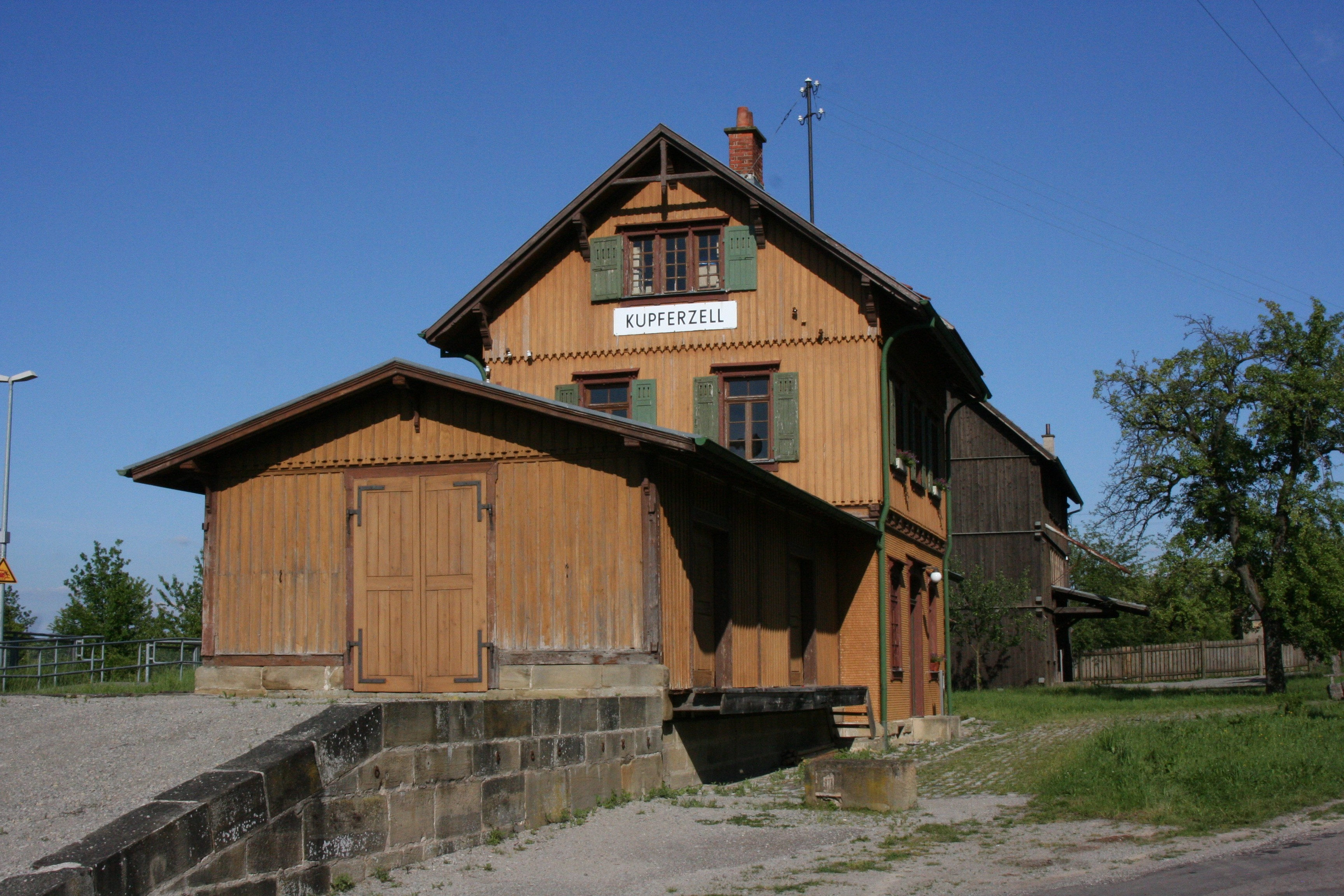
Der alte Kupferzeller Bahnhof im Freilandmuseum Wackershofen

### Ansässige Unternehmen
- Die Reca Norm GmbH ist ein Vertriebsunternehmen für Werkzeuge und Befestigungstechnik.
- Die Firma Mefa GmbH ist ein Unternehmen für Befestigungs- und Montagesysteme.
- Gemeinsam mit Künzelsau und Waldenburg betreibt Kupferzell seit 1990 den interkommunalen Zweckverband Gewerbepark Hohenlohe.[10]

### Verkehr
Die Gemeinde Kupferzell ist über die Anschlussstelle Kupferzell (Nr. 42) an der Bundesautobahn A6 (Saarbrücken–Waidhaus) unmittelbar und gut an das überregionale Fernstraßennetz angebunden. Weiterhin führt die Bundesstraße B19 (Krauthausen–Oberstdorf) Richtung Künzelsau/Bad Mergentheim und Schwäbisch Hall/Gaildorf durch das Gemeindegebiet. Mehrere Landes- und Kreisstraßen durchqueren in verschiedene Richtungen das Gemeindegebiet und bieten eine gute Verkehrsanbindung.
Früher verfügte der Ort mit der Kochertalbahn über einen Bahnanschluss, bis deren Betrieb 1991 endgültig eingestellt wurde. Der Bahnhof wurde ins Hohenloher Freilandmuseum Wackershofen transloziert. Auf der ehemaligen Bahntrasse verläuft heute ein Radweg.
Durch eine Alltagsroute aus dem Radnetz Baden-Württemberg ist Kupferzell mit Künzelsau und in der anderen Richtung mit dem Gewerbepark Hohenlohe bei Waldenburg verbunden. Sie verläuft größtenteils auf der ehemaligen Kochertalbahn. Im Gewerbepark trifft sie auf die Radnetz-Route von Öhringen über Neuenstein, den Gewerbepark, die Kupferzeller Teilorte Westernach und Neu-Kupfer und über Untermünkheim nach Schwäbisch Hall.

### Bildung
- Die Johann-Friedrich-Mayer-Schule in Kupferzell ist eine Gemeinschaftsschule von Klasse 1 bis Klasse 10. Sie war eine der 34 Starterschulen, die ab dem Schuljahr 2012/2013 zu den ersten baden-württembergischen Gemeinschaftsschulen gehörten.[12] Über 600 Schülerinnen und Schüler besuchen die Schule.

- Im Schloss Kupferzell befindet sich die Akademie für Landbau und Hauswirtschaft (ALH). Sie ist eine Fachschule in der Trägerschaft des Hohenlohekreises in Kooperation mit dem Landkreis Schwäbisch Hall.

## Kultur und Sehenswürdigkeiten

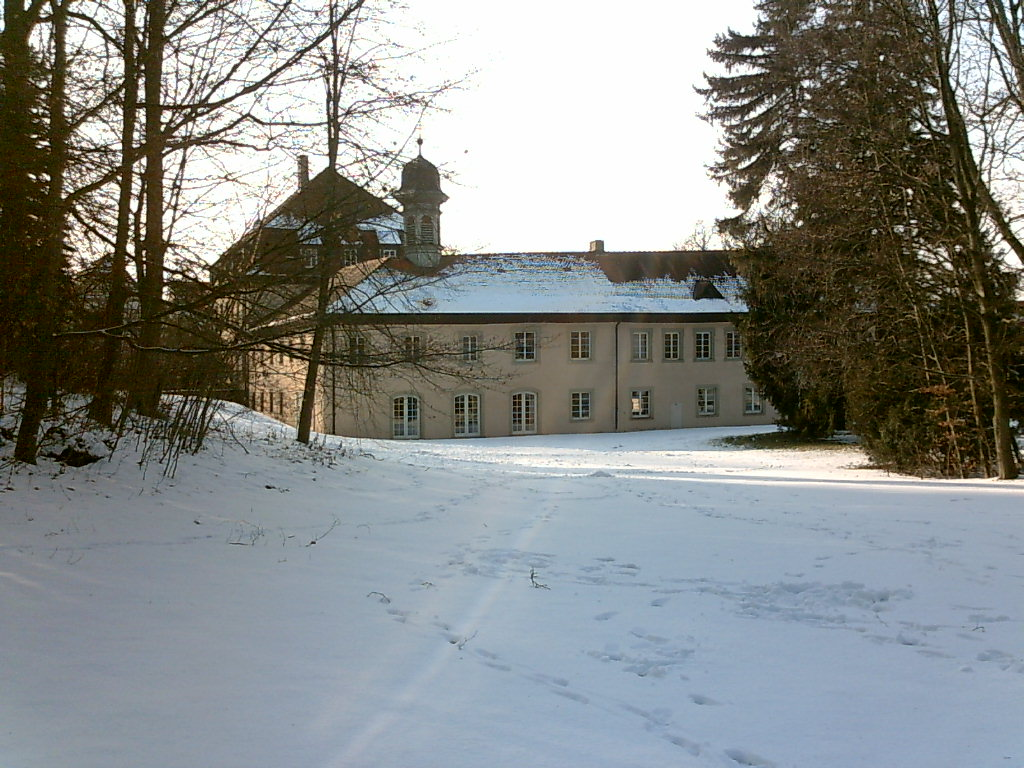
Das Schloss vom Schlosspark aus gesehen

Das ehemalige Residenzschloss Kupferzell wurde 1721 durch Graf Philipp Ernst erbaut. 1922 kaufte die Württembergische Landwirtschaftskammer das Schloss und machte daraus eine Schule für Landbau und Hauswirtschaft, die bis heute besteht.
Die evangelische Kirche in Westernach geht mindestens auf das 15. Jahrhundert zurück und wurde bereits im 16. Jahrhundert erneuert. Der Taufstein stammt aus dem 18. Jahrhundert.
Das ehemalige Kupferzeller Bahnhofsgebäude aus dem Jahr 1892 wurde 1990 als vermutlich erster Vertreter des württembergischen Einheitsbahnhofs in das Hohenloher Freilandmuseum Wackershofen transloziert. Das Gebäude steht dort am Haltepunkt Wackershofen, trägt aber weiterhin die Aufschrift Kupferzell. Ebenfalls ins Freilandmuseum Wackershofen verbracht wurde im Jahr 1986/87 das ehemalige Kupferzeller Lagerhaus aus dem Jahr 1897/98, das älteste genossenschaftliche Lagerhaus Baden-Württembergs.

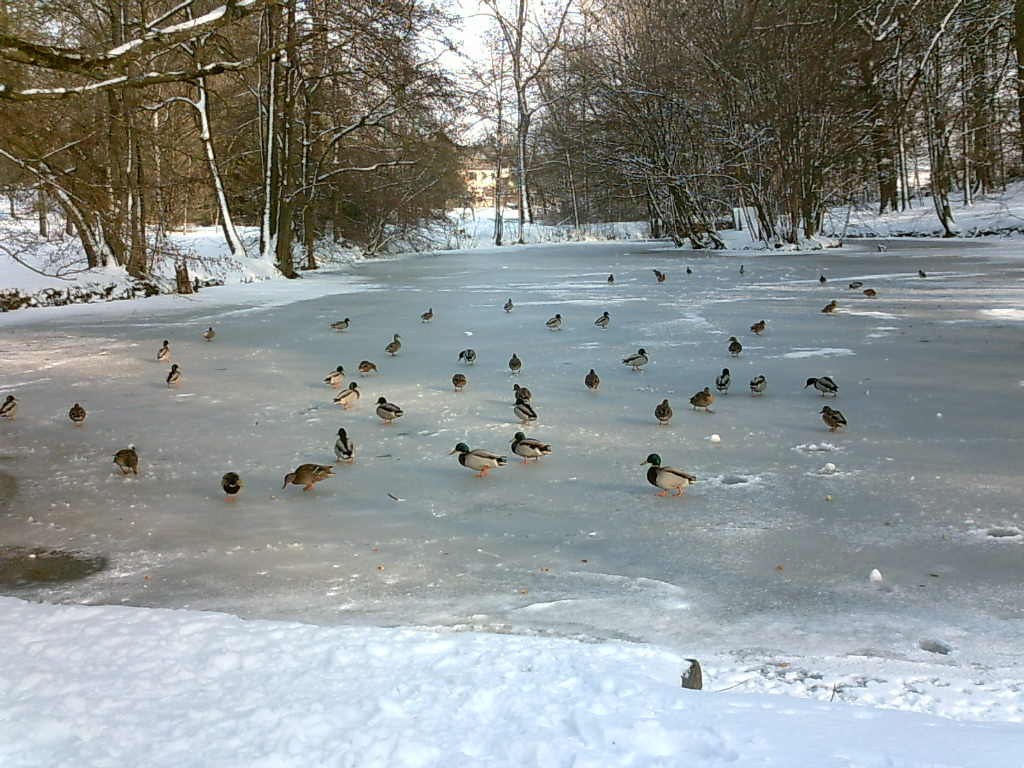
Der winterliche Schlosspark
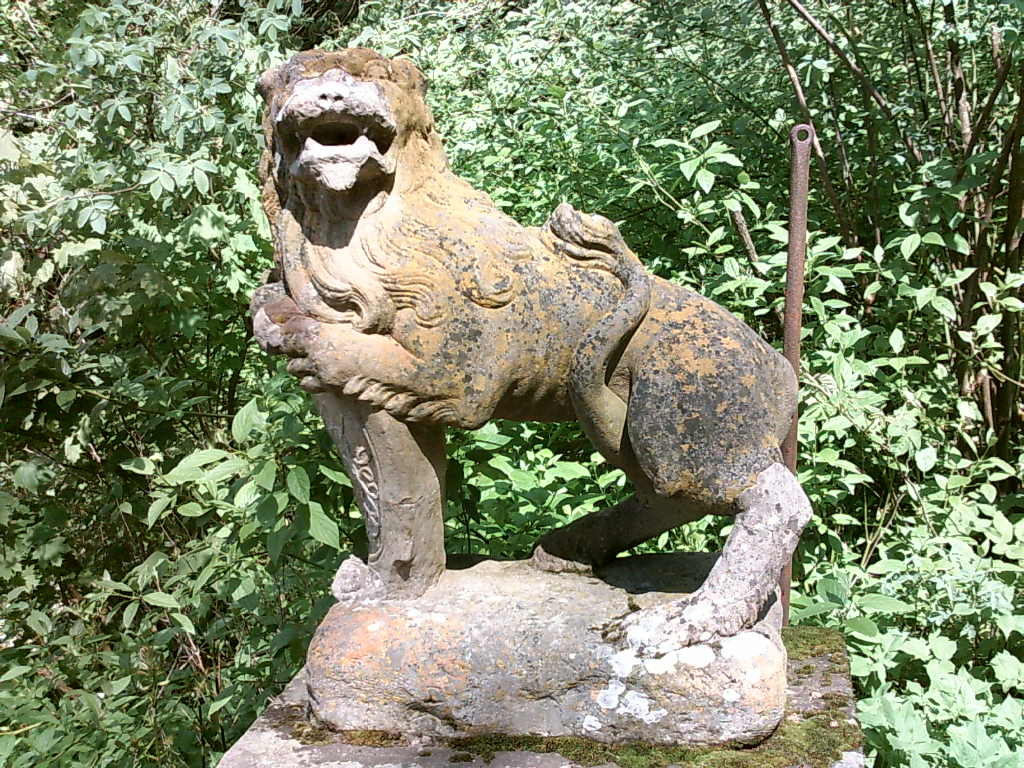
Skulptur im Schlosspark
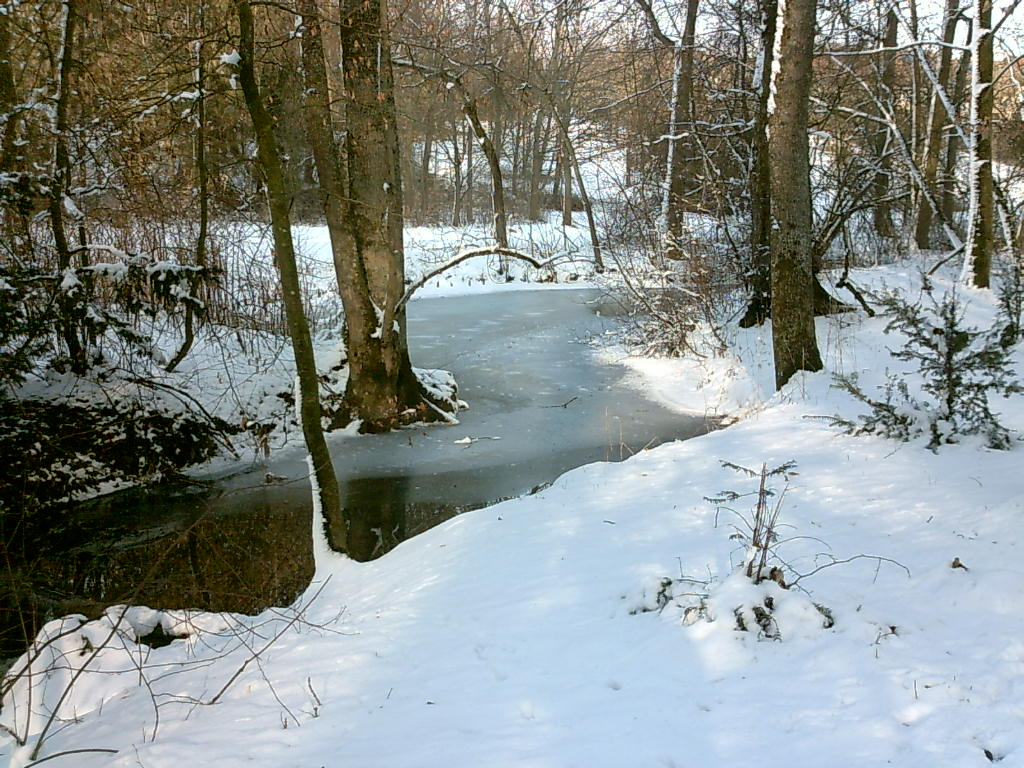
Feßbach im Schlosspark

## Vereine
Die Ortsgruppe Kupferzell des Schwäbischen Albvereins wurde 1999 mit der Eichendorff-Plakette ausgezeichnet.

## Fossillagerstätte Kupferzell

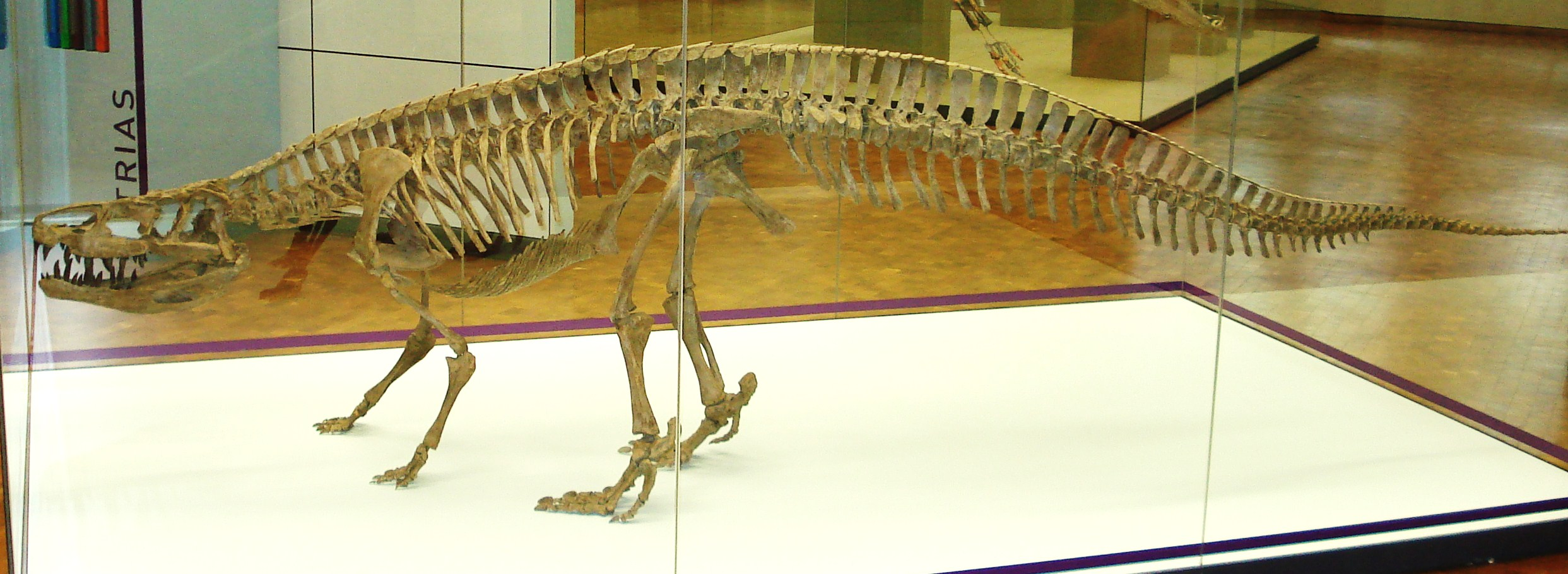
Skelettrekonstruktion von Batrachotomus kupferzellensis

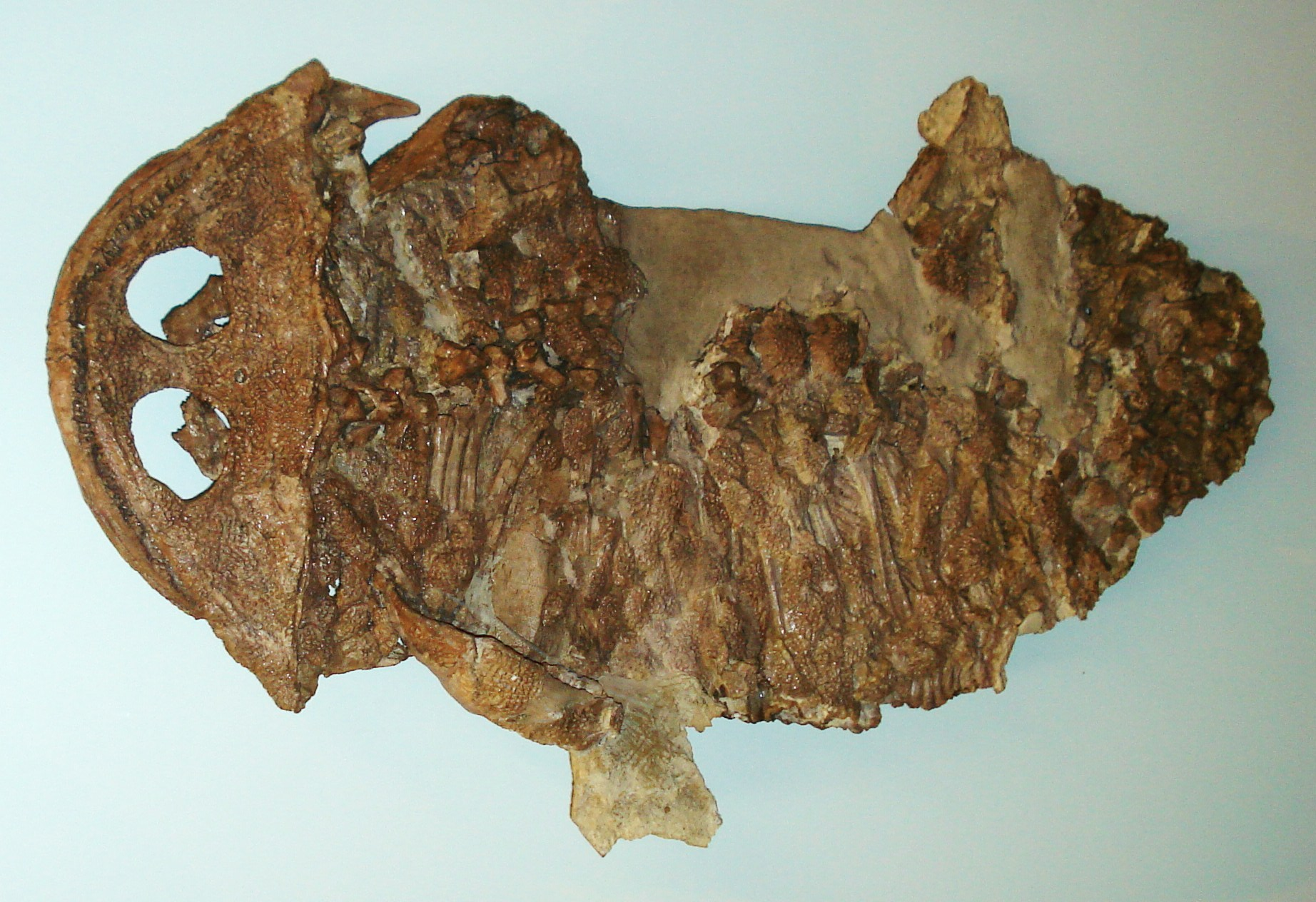
Gerrothorax pustuloglomeratus, die häufigste Art in der Kupferzeller Keuperfauna

Kupferzell bzw. das Hohenloher Plateau liegen regionalgeologisch im Westen des Süddeutschen Schichtstufenlandes, im Ausbiss des oberen Muschelkalks und des unteren Keupers. Während im oberen Muschelkalk östlich von Kupferzell, im Steinbruch Rüblingen, relativ gut erhaltene Reste von Nothosaurus und Simosaurus vorkommen, ist der Keuper („Lettenkeuper“, Erfurt-Formation, oberes Ladin, etwa 235 Mio. Jahre vor heute) südlich von Kupferzell teilweise so reich an Resten von urzeitlichen Landwirbeltieren, dass die Gegend als „Massengrab fossiler Saurier“ gilt. Im Rahmen einer Notgrabung während des Baus der A 6 zwischen Heilbronn und Nürnberg wurden im Jahre 1977 bei Kupferzell-Bauersbach rund 30.000 Einzelknochen geborgen. Das Vorkommen war vom Waldenburger Eisenbahner und Hobby-Paläontologen Johann Wegele entdeckt und anschließend über die VfMG-Sektion Heilbronn dem Staatlichen Museum für Naturkunde Stuttgart gemeldet worden. Zwischen dem 18. März und 3. Juni bauten Mitarbeiter des Museums und Freiwillige des VfMG die Fossillagerstätte systematisch unter Zeitdruck ab. Die Fundstelle ist heute nicht mehr zugänglich.
Der Hauptteil der Knochen wurde aus einer Schichtenfolge mit grünen, gelben und braunen teils dolomitischen Mergeln geborgen, die sehr wahrscheinlich in Süßwasser- oder relativ stark ausgesüßten Brackwasserkörpern abgelagert wurden. Die Lagerstätte kann am besten als Konzentratlagerstätte charakterisiert werden. Zwar ist der Erhaltungszustand des Materials relativ gut und bisweilen sind weitgehend komplette Skelette und Teilskelette im anatomischen Zusammenhang überliefert, jedoch wurden die – teils präfossilisierten und umgelagerten – Knochen offenbar zusammengespült. Das Fundintervall gehört lithostratigraphisch zu den Unteren Grauen Mergeln im höheren Teil der Erfurt-Formation.
Der weit überwiegende Teil der Wirbeltierfauna (rund 90 %) ist durch nur zwei Temnospondylen-Arten repräsentiert: den eher kleinen Plagiosauriden Gerrothorax pustuloglomeratus (70 %) und den großen Mastodonsauriden Mastodonsaurus giganteus (20 %). Beides sind nicht-amniotische Vertreter, die eine stark an Gewässer gebundene Lebensweise führten. Sie lebten offenbar nahe oder direkt in den Seen oder Lagunen, in deren Sedimenten ihre Überreste überliefert wurden. Das Gleiche gilt für die weit selteneren Temnospondylen-Arten Kupferzellia wildi  * §, Plagiosuchus pustuliferus (ein enger verwandter von Gerrothorax) sowie die anhand vollständigeren Materials aus anderen nordwürttembergischen Lettenkeuperlokalitäten (siehe unten) erstbeschriebenen Arten Trematolestes hagdorni, Callistomordax kugleri und Bystrowiella schumanni. Ebenfalls selten doch mit ein paar recht vollständigen Exemplaren vertreten ist Batrachotomus kupferzellensis  *, ein Rauisuchide. Dieses Reptil lebte auf dem trockenen Land und seine Reste sind wahrscheinlich durch einen hochwasserführenden Fluss in den Ablagerungsraum eingespült worden. Einziges weiteres sicheres Zeugnis eines rein landlebenden Tieres sind Osteoderme eines relativ engen Verwandten von Batrachotomus, der 2014 unter dem Namen Jaxtasuchus salomoni beschrieben wurde. Ob die Zuordnung dreispitziger Zähne zu einem nicht näher bestimmbaren Cynodontier, einem säugetierähnlichen Amnioten, korrekt ist, gilt hingegen als nicht ganz sicher. Die übrigen Amniotenreste stammen von den aquatischen Reptilien Neusticosaurus pusillus sowie Tanystropheus und auch Nothosaurus. Auch verschiedene Knochen- und Knorpelfische sind in der Kupferzell-Fauna vertreten. Davon näher bestimmbar (Stand 2003) sind jedoch nur der Lungenfisch Ptychoceratodus serratus sowie der Strahlenflosser Serrolepis.
Ungefähr zur gleichen Zeit entdeckt wie Kupferzell-Bauersbach wurden die bedeutenden Lettenkeuper-Fundstellen in den Steinbrüchen bei Vellberg (Typlokalität von Bystrowiella, Callistomordax und Jaxtasuchus), in einem Baugebiet in Michelbach an der Bilz (Typlokalität von Trematolestes) und in einem Autobahnanschnitt (A 6) bei Ilshofen. Sie alle liegen im Landkreis Schwäbisch Hall rund 20 km südsüdöstlich bis ostsüdöstlich von Kupferzell.

## Persönlichkeiten

### Söhne und Töchter der Gemeinde
- Franz Joseph zu Hohenlohe-Schillingsfürst (1787–1841), Standesherr
- Alexander zu Hohenlohe-Waldenburg-Schillingsfürst (1794–1849), katholischer Geistlicher
- Karl Marcell Heigelin (1798–1833), Architekt und Architekturtheoretiker
- Nikolaus zu Hohenlohe-Waldenburg-Schillingsfürst (1841–1886), württembergischer Standesherr, Landtagsabgeordneter
- Friedrich Karl zu Hohenlohe-Waldenburg-Schillingsfürst (1846–1924), Fürst von Hohenlohe
- Emil Hörle (1867–1938), Lehrer und Geograf
- Julius Gessinger (1899–1986), Musikpädagoge und Komponist
- Eberhard Finckh (1899–1944), Berufsoffizier und Widerstandskämpfer des 20. Juli 1944. Zu seinem Gedenken ist nach ihm eine Straße in Kupferzell benannt.
- Ewald Sprecher (1922–2017), pharmazeutischer Biologe
- Karl-Heinz Dähn (1926–2016), Lehrer und Heimatforscher
- Alexander Schonath (* 1951), Politiker (REP), 1996–2001 MdL (Baden-Württemberg)
- Alexander Heide (* 1991), Basketballspieler

### Weitere Persönlichkeiten
- Pfarrer Johann Friedrich Mayer (1719–1798), Agrarreformer, der als „Gipsapostel“ bekannt wurde, lebte in Kupferzell. Die Gemeinschaftsschule Kupferzell trägt seit 1997 seinen Namen.
- Karl Julius Weber (1767–1832), Schriftsteller, lebte und starb im Kupferzell. Nach ihm ist die Veranstaltungshalle und eine Straße in Kupferzell benannt.
- Rolf Wütherich (1927–1981), Fahrer der Rennwagenabteilung von Porsche und Beifahrer im tödlichen Unfall des US-Schauspielers James Dean, lebte und starb in Kupferzell.

## Trivia
Während der COVID-19-Pandemie war Kupferzell einer der Hotspots in Deutschland. Am 19. Mai 2020 startete das Robert Koch-Institut eine Studie zur Exposition der Bürger von Kupferzell mit dem Coronavirus, um die Ausbreitung des Virus und die Dunkelziffer zu untersuchen.
Seit 2005 werden Straßen im Kupferzeller Neubaugebiet „Döttinger Straße/Breite“ nach verdienten Altbürgermeistern benannt.